# Обтовский сельский совет
Обтовский сельский совет (укр. Обтівська сільська рада) — входит в состав Кролевецкого района Сумской области Украины.
Административный центр сельского совета находится в с. Обтово
.

## Населённые пункты совета
- с. Обтово
- с. Губаревщина
- с. Погореловка